# Исчезновение Николь Морен

Николь Луиз Морен в 1985 году накануне своего исчезновения

Исчезновение Николь Морен (англ. Nicole Morin's disappearance, полное имя пропавшей девочки — Николь Луиз (Луиза) Морен, фр. Nicole Louise Morin, возможна транскрипция «Морин», род. 1 апреля 1977) — событие, произошедшее в конце июля 1985 года в Торонто (Канада). Девочка восьми лет исчезла из многоквартирного дома в Торонто, где проживала с матерью. Событие сразу вызвало шумное обсуждение в мировых средствах массовой информации. К нему пресса возвращалась неоднократно с 2005 по 2015 год. Судьба девочки так и осталась неизвестной.
Имя Николь Морен обычно включается в различные антологии таинственных событий XX века. Исчезновение Николь Морен стало основой документального расследования в IX главе книги «Нераскрытые: настоящие канадские „висяки“» (англ. «Unsolved: True Canadian Cold Cases») Роберта Хошовски, опубликованной в 2010 году. Историю исчезновения Николь использует в своей книге «Награда!» (англ. «Reward!», 1994), написанной в соавторстве с Полом Ноблем, магистр психологии Полетт Купер. Небольшую главу в книге, изданной в 1999 году и анализирующей преступность в Канаде, посвятил Николь Морен журналист и писатель, обладатель премии Деррика Мёрдока Макс Хайнс.

## Обстоятельства происшествия

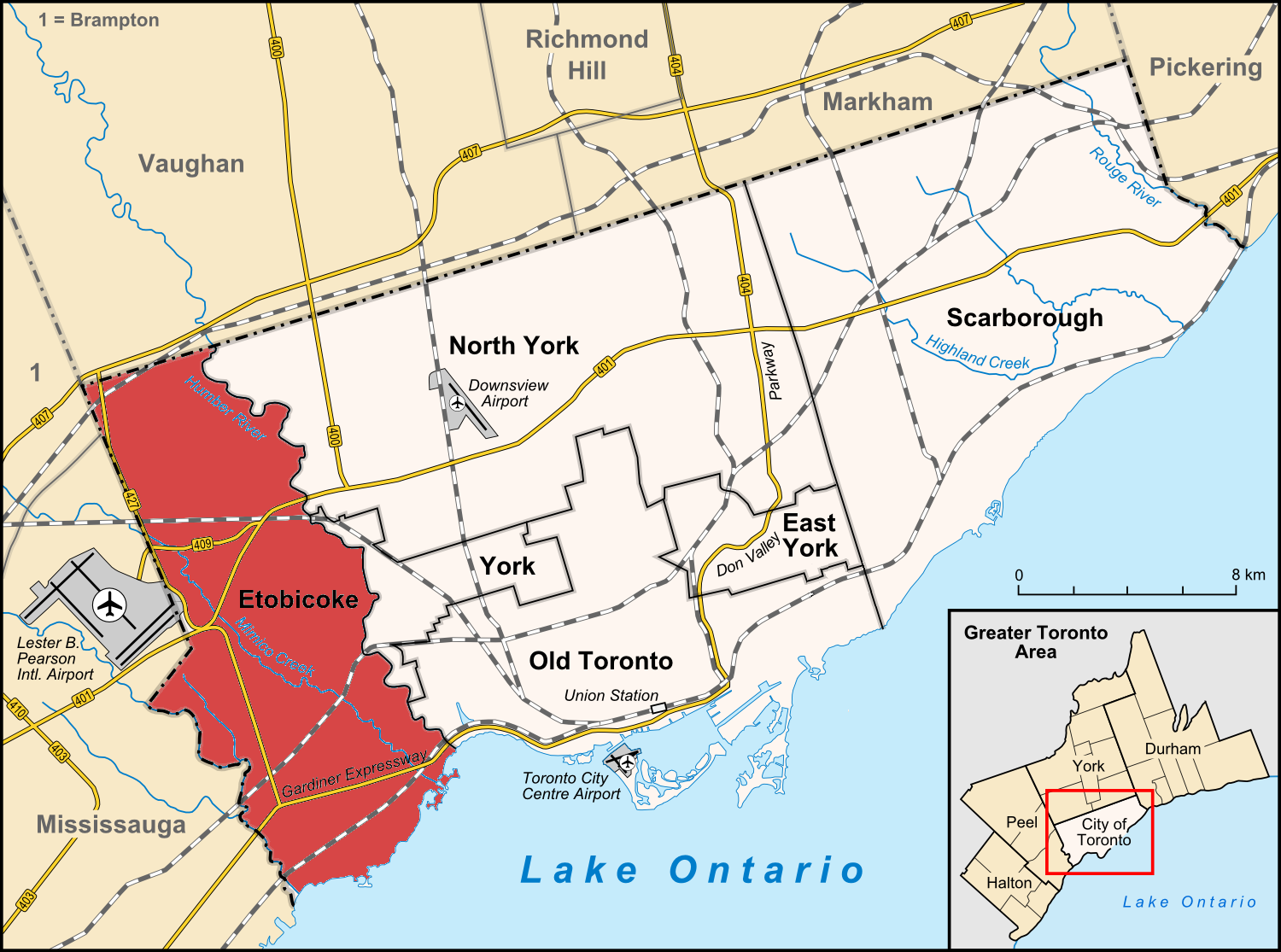
Положение Этобико (красный цвет) на карте Торонто

30 июля 1985 года Николь покинула квартиру своей матери в здании 627 по Вест-Молл (англ. The West Mall) в районе Этобико канадского города Торонто и бесследно исчезла. Полиция предполагала, что она, скорее всего, была похищена после ухода из квартиры. Здание, из которого исчезла Николь, — двадцатиэтажный жилой комплекс, включавший тренажёрный зал, сауну, джакузи, крытый плавательный бассейн, открытый бассейн, зал для отдыха и вечеринок, зал для собраний, игровую комнату для детей, игровую площадку рядом с домом, площадку для организации пикника и барбекю, теннисный корт, автомойку, автопарковку. Проживание в здании считалось безопасным. «В то время район, где жила Николь, был очень безопасным районом. Никто никогда бы не ожидал, что подобное может случиться там, так что это событие действительно потрясло многих людей. Это произошло в то время, когда было принято разрешать своим детям гулять самостоятельно». Это был один из первых случаев в городе, когда ребёнок был похищен практически у себя дома. После этого канадские родители стали осознавать, что небезопасно разрешать своим детям играть во дворе без присмотра родителей.
Отношения между родителями девочки, к моменту её исчезновения, находились на грани разрыва. Её мать Жанетт жила в кондоминиуме вместе с Николь. Отец, работавший в это время водителем автомобиля химчистки, жил отдельно, оплачивал их проживание здесь, а также вносил за них налоги и предоставлял 50 долларов в неделю в качестве материальной поддержки. После событий 30 июля он на время вернулся к супруге, но затем они всё-таки оформили развод в 1987 году.
Полицейское досье описывает Николь как белую девочку ростом примерно 4 фута (120 см) и весом 51 фунт (23 кг) на момент исчезновения, с каштановыми волосами и карими глазами, с родинкой на правой стороне лба и оттопыренными ушами. Уши Николь были проколоты. Она в момент исчезновения была одета в купальный костюм персикового цвета с цветными полосками спереди, ярко-зелёную ленту для волос, красную обувь. При ней было персикового цвета одеяло и фиолетовое пляжное полотенце. Как характерная деталь внешности отмечалась щербинка между передними зубами.
Известно, что в 10:30 Николь отправилась, по просьбе матери, в вестибюль двадцатиэтажного жилого дома, чтобы забрать почту. Она вернулась в квартиру и сообщила матери, что собирается поплавать в бассейне (он находится в самом здании) вместе с приятельницей, с которой договорилась о встрече. Девочки договорились встретиться в вестибюле и отправиться оттуда вместе в бассейн, расположенный в задней части здания. Перед тем как покинуть квартиру, Николь поговорила с подругой через домофон и сказала ей, что уже выходит. Около 11:00 Николь попрощалась с матерью и покинула квартиру. Судьба девочки после того, как она закрыла дверь квартиры и вышла в коридор пентхауса, неизвестна (один из жильцов, правда, сообщил полиции, что якобы видел, как Николь подошла к лифту). Приятельница Николь ждала её в вестибюле около 15 минут, прежде чем снова связаться по домофону с матерью девочки и задать ей вопрос, почему Николь так и не спустилась на лифте. Мать Николь, однако, не придала значения словам её подруги и вскоре забыла о разговоре с ней. Она связалась с полицией, заявив об исчезновении дочери, только вечером (после 18:00), когда Николь так и не пришла домой.

## Поиски Николь Морен
Спустя более 30 лет полицейского расследования, пристального интереса средств массовой информации и общества, загадка исчезновения восьмилетней девочки так и не была решена. После её пропажи было назначено вознаграждение в размере сначала 50 000, а затем — 100 000 долларов. Через несколько дней после внезапного исчезновения восьмилетней девочки из Этобико на улицах Торонто появились плакаты с изображением девочки и надписью: «Вы видели Николь?». Как любопытный факт пресса обращает внимание, что к расследованию была привлечена в 2010-е годы детектив Мелисса Елащук, которая в детстве проживала в этом доме и была лучшей подругой Николь. Они вместе каждый день ходили в школу и часто играли на улице.
Поиск девочки считается самым широким и интенсивным в истории полиции Канады. Более чем 15 000 часов рабочего времени (по другим данным — 25 000) сотрудников полиции были затрачены на расследование, немедленно была создана оперативная группа, включавшая 20 человек. Более 900 оперативников были активно вовлечены в поиск исчезнувшей Николь Морен. За первый год расследования были допрошены пять тысяч человек, в том числе несколько сотен лиц, совершивших преступления сексуального характера. Полиция принимала и проверяла анонимные телефонные звонки и письма, даже если их автор страдал расстройством психики. В марте 1986 года, спустя девять месяцев после того, как девочка исчезла, спецгруппа по расследованию дела Николь была распущена. Никто к этому времени так и не предоставил какой-либо достоверной информации, касающейся местонахождения Николь. При этом, полиция негативно относилась к действиям частных детективов, привлечённых к расследованию отцом девочки. В конце 1986 года жители кондоминиума, в котором исчезла Николь, повторно были опрошены полицией. Отец Николь оставил свою работу, создал небольшой офис, координирующий поиски, и посвятил жизнь розыску пропавшей дочери. Он отправил пятьдесят тысяч плакатов с изображениями девочки в полицейские участки в Северной Америке, а также десяткам канадских посольств по всему миру. Он разместил одновременно в трёх крупнейших ежедневных газетах Торонто статьи о дочери. Чтобы привлечь средства в Фонд Николь Морен, добровольцы продавали гвоздики в центре Торонто и сумели собрать 15 000 долларов на финансирование мероприятий по розыску девочки. Деньги были предназначены для оплаты плакатов с фотографией и информацией о Николь и оплаты услуг частных детективов, специализирующихся на розыске пропавших без вести. В течение 1990-х годов Ар Морен (ирл. Art Morin) на основе информации, полученной от них, много раз совершал поездки по различным городам Канады и Соединенных Штатов, чтобы отыскать следы дочери. Журналисты сообщали, что деятельность по поискам дочери превратилась в навязчивую идею Ара Морена. Мать Николь, Жанетт, умерла от сердечного приступа в 2007 году, так и не узнав, что стало с её дочерью.
Полиция всё ещё не рассматривает происшествие с девочкой как убийство и настаивает, что нет никаких доказательств смерти Николь Морен. В 2007 и 2014 году полиция Торонто организовала съёмки двух видеороликов, которые были размещены в крупных интернет-изданиях Канады и призывали сообщить любую имеющуюся информацию о судьбе девочки. Оба видеоролика реконструировали события, предшествовавшие исчезновению Николь. В видео 2014 года, выпущенном полицией Торонто и Crime Stoppers, девочка в купальнике с полиэтиленовым пакетом и пляжным полотенцем идёт по коридору к лифту. Она заходит в лифт и едет на нём на первый этаж. Затем она выходит в коридор и исчезает, растворяясь в воздухе, проходя по коридору спиной к зрителю. Видео было снято в здании, где Морен пропала без вести. Средства массовой информации отмечали, что ролик не совсем правильно реконструирует события и полиция не уверена, что девочка на самом деле заходила в лифт.
Начиная с 2001 года, неоднократно создавались изображения внешности Николь в зрелом возрасте на основе её детских фотографий, которые должны были ориентировать полицию на поиски с учётом взросления Морен.

### Выдвинутые полицией и прессой версии исчезновения
Среди выдвинутых версий исчезновения Николь Морен:
- Добровольный уход девочки из дома. После того как она пропала без вести, в её спальне была найдена записная книжка с фразой, написанной Николь за несколько месяцев до происшествия, которая гласила: «Я собираюсь исчезнуть» (англ. «I’m going to disappear»). «Мне действительно не хочется думать, что она мертва. Но она не появилась. Вы могли бы сказать, что моя надежда — иллюзия», — утверждал Ар Морен в 2010 году[5]. Отец, по профессии — водитель грузовика, сохранил вещи, которыми пользовалась его дочь, и поместил их в сундук из кедра, который держит в гостиной. Все эти вещи, по его мнению, ждут дня, когда Николь Морен вернётся[21].
- Существовала гипотеза, что девочка жива, но в силу неких причин потеряла память. Допускается также, что в силу малого возраста на время исчезновения события прежней жизни в памяти Николь могут стать настолько размытыми, что она не сумеет отождествить себя с разыскиваемой девочкой, даже, если её свобода в настоящее время не подвергается ограничению. Ситуацию запутывали девушки, в разное время сообщавшие в канадскую полицию и средства массовой информации, что именно они и являются исчезнувшей Николь Морен. Часто они обвиняли собственных родителей в похищении себя у Моренов. Пресса считала такие сообщения результатом конфликта с родителями, желанием привлечь к себе внимание и расстройством психики[10].
- В какой-то момент следствие стало подозревать брата Ара Морена, отца девочки, жившего в Квебеке, который был признан виновным в убийстве сестры Морена Гертруды в 1961 году. Полиция, однако, определила, что он не находился в Торонто во время исчезновения Николь[5].
- Кто-то из свидетелей настаивал, что в день исчезновения Николь, примерно за 45 минут до того, как девочка исчезла, в здании на Вест-Молл, где все друг друга хорошо знали, находилась неизвестная женщина. Эта женщина была среднего роста со светлыми волосами до плеч в возрасте около 35 лет. Она держала в руке блокнот и что-то в нём, по-видимому, читала. Был составлен фоторобот. Портрет был напечатан в газетах, но женщина, внешний облик которой был восстановлен с помощью фоторобота, с полицией не связывалась сама и так и не была никогда опознана[22].
- Детектив сержант Мадлен Треттер, занимавшаяся делом девочки многие годы, считала, что девочка была похищена перед тем, как встретить свою подругу. Детектив не могла определиться с ответом на вопрос, было ли похищение спланированным заранее или импровизацией преступника[13]. Наиболее часто в похищении обвиняли педофилов, иногда обвинения выдвигались против религиозных фундаменталистов, которые, якобы зная о напряжённых отношениях супругов и скором их разводе, таким образом попытались устроить судьбу ребёнка[10]. В сентябре 1988 года полиция Торонто рассматривала полученное признание некоего 41-летнего американца Лови Ли Риддля (англ. Lovie Lee Riddle), человека без определённых и постоянных занятий, в совершении убийств тридцати человек. Среди прочего, Риддль заявил, что именно он похитил Николь Морен и затем передал её какому-то человеку. Полиция детально проверяла показания Риддля, но не обнаружила никаких доказательств его утверждений о судьбе Морен[23].

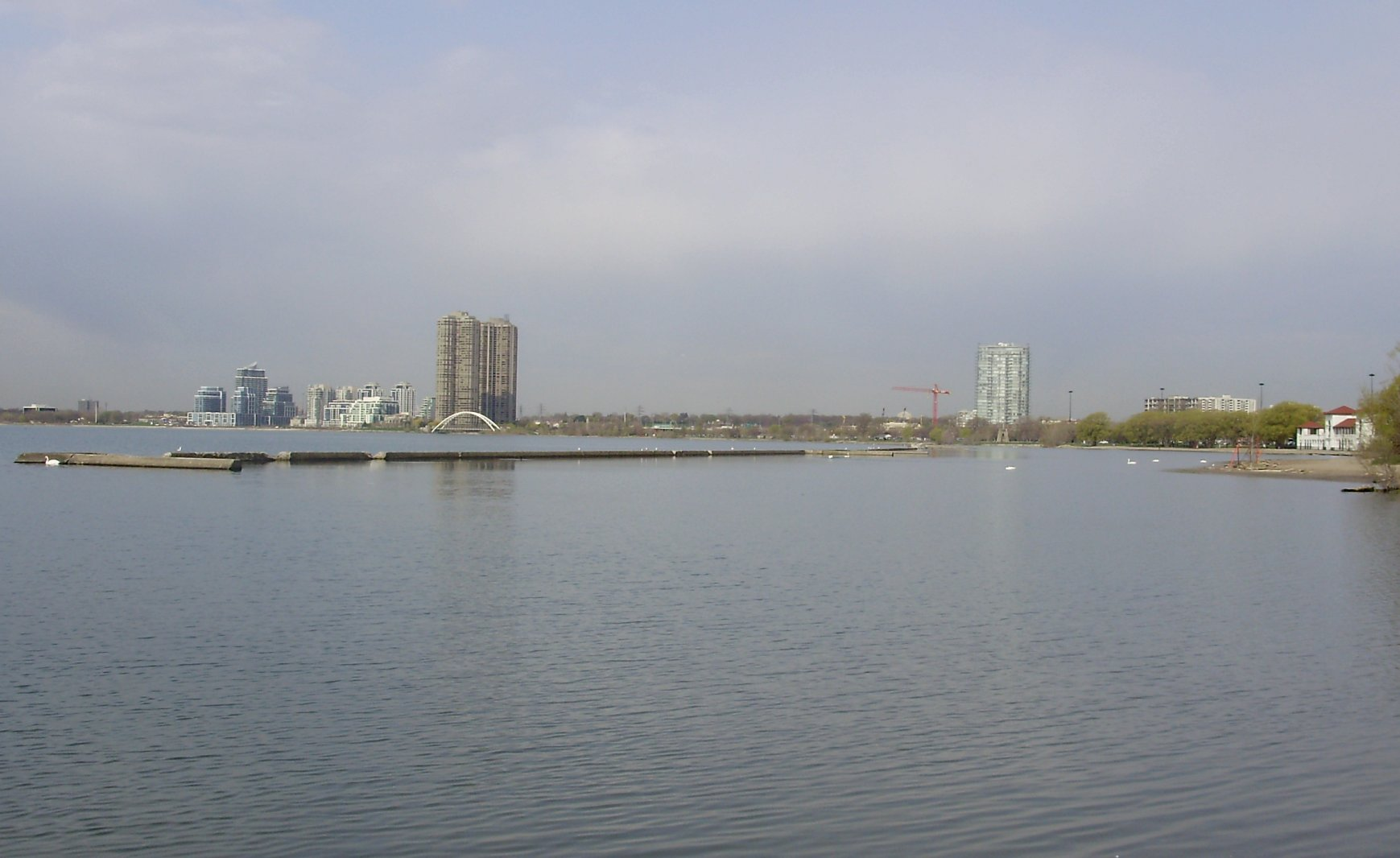
Вид на Этобико из Будапештского парка, на запад через залив Хамбер

- Существует и версия, в соответствии с которой девочка была убита. В октябре 2014 года два дня полиция прочёсывала сельскую местность около Барри, рядом с Этобико, где Морен исчезла за 29 лет до этого. Билли Джо Плейер, которой было 11 лет, когда Николь пропала без вести, утверждала, что слышала, как некая девочка кричала всего через два дня после исчезновения Николь: «Мы слышали только этот ужасный, ужасный крик. Он был похож на крик маленькой девочки, жизнь которой находится под угрозой». Билли находилась тогда рядом со своим домом в лесистом районе вместе с матерью и сестрой. Билли рассказывала, что они побежали к дому и позвали соседей, которые также утверждали, что и сами слышали крики. Её мать набрала телефон службы экстренной помощи 911. Приехавшая по вызову полиция обыскала тогда место предполагаемого преступления, но ничего не нашла. Несколько последних лет Билли мучили кошмары, связанные с судьбой Николь, она вновь заявила в полицию. В 2014 году после повторных поисков на этой территории полиция снова не смогла найти никаких улик, свидетельствовавших о судьбе девочки[24].

Под подозрением в совершении преступления находились в первую очередь жильцы здания. «Это должен был быть кто-то, проживавший в здании, — утверждал представитель полиции. — Шансы на встречу с незнакомцем в этом лифте практически нулевые».
Исчезновение Николь было только одним из серии таинственных исчезновений девочек в Канаде. Кристина Джессоп, 9 лет, пропала без вести в своем доме в Квинсвилле в октябре, перед тем как исчезла Николь. Шарин Морнингстар Кинан, также 9 лет, была похищена в январе 1983 года, а 11-летняя Элисон Паррот — в июле 1986 года. Все они были убиты — их тела, в отличие от Николь Морен, обнаружены полицией. Полиция Торонто допускала возможность причастности Фрэнсиса Карла Роя, который изнасиловал и убил Элисон Паррот, к исчезновению Николь, однако доказать его связь с этим происшествием следствию не удалось.

## Память
В 2015 году в Торонто состоялся забег в память о Николь Морен, который, как надеялись организаторы, должен был превратиться в ежегодное мероприятие по сбору средств для Канадского центра защиты детей. Программа предусматривала, кроме самого пятикилометрового забега, километровую прогулку и вечернее бодрствование при свечах. Были приглашены лекторы, диджеи, представлены мотоциклисты полиции Торонто и антикварный полицейский грузовик. Был также устроен сбор денежных средств, аукцион и розыгрыш призов. Каждому участнику вручалась футболка с памятной надписью. Это мероприятие так и осталось единственным, вопреки ожиданиям организаторов.
Поэт Тревор Патрик упоминает Николь Морен в своей поэме «Исчезнувшие белые девочки» (англ. «Missing White Girls»), которая посвящена увлечению средств массовой информации темой таинственного исчезновения девочек и смакованию журналистами подробностей их возможной судьбы, которое отвлекает читателей от серьёзных проблем, стоящих в настоящее время перед западным обществом. Один из небольших фрагментов поэмы рассказывает о судьбе Николь Морен.

## Комментарии
1. ↑  Так, например, рассказ о Николь присутствует в книге «Загадка параллельных миров. Скрытая реальность рядом», изданной в 2015 году на русском языке в Харькове[2].
2. ↑  Работа над составлением портрета повзрослевшей Николь Морен впервые в Канаде остро поставила проблему создания подобных изображений. Художница Дайана П. Трепков (сотрудница судебно-медицинской экспертизы в Виргинском национальном центре, занимающемся пропавшими без вести и эксплуатируемыми детьми), работавшая над портретом, создавала его в технике карандашного рисунка, объясняя это возможностью подчеркнуть мельчайшие детали внешности человека. Она создала два различных варианта причёски, так как, по её мнению, невозможно определить именно этот элемент внешности. Работа Трепков над портретом заняла от восемнадцати до двадцати часов[11].